# Municipalsamhälle

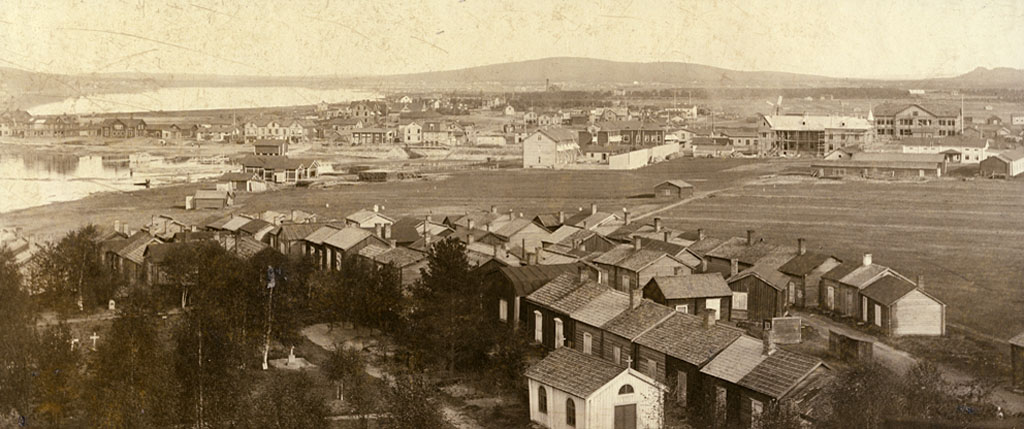
Boden var ett municipalsamhälle mellan 1896 och 1918. Bilden är tagen ca år 1900.

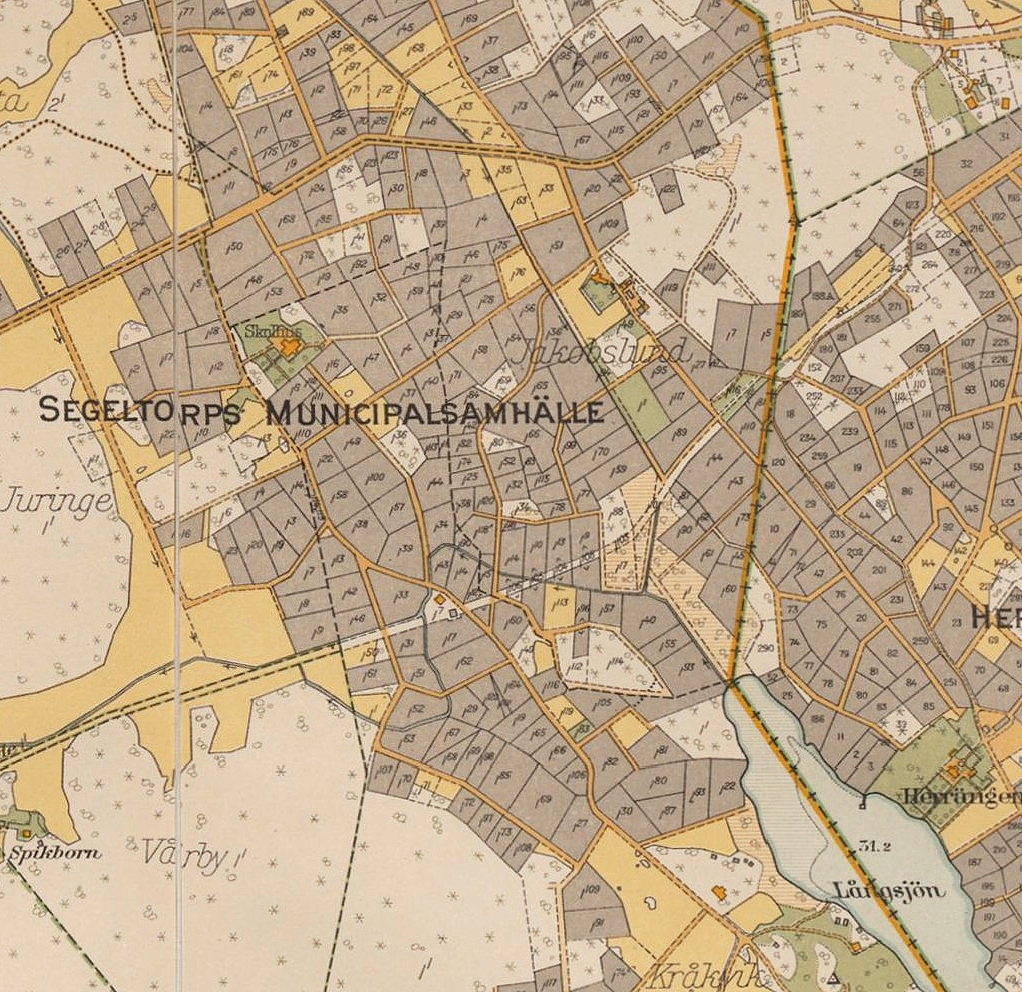
Karta från 1934 över Segeltorps municipalsamhälle i dåvarande Huddinge landskommun.

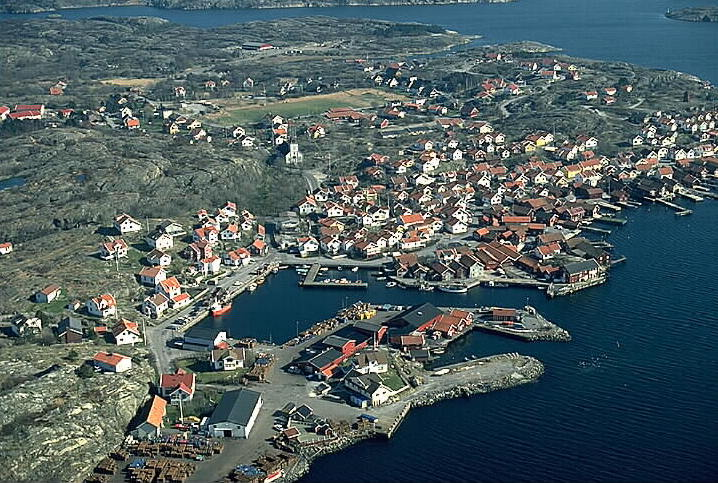
Flygfoto från 1990 över Mollösund, som var ett municipalsamhälle från 1886 till årsskiftet 1970/1971.

Municipalsamhälle var i Sverige från slutet av 1800-talet till 1971 en administrativ enhet för vissa tätbebyggda områden (ibland kallat municipium) inom en landskommun, där en eller flera stadsstadgor var införda. Detta skedde för första gången 1875. Trots att det kommunaladministrativt och juridiskt är oegentligt att tala om municipalsamhällen vad gäller tiden före den särskilda municipallagstiftningens ikraftträdande år 1900, är det brukligt att urbanhistoriskt betrakta dessa samhällen som municipalsamhällen från det att någon eller några av stadsstadgorna för första gången där infördes.

## Införande
De flesta municipalsamhällena (närmare två tredjedelar) var stationssamhällen, men stadsstadgor infördes även i bland annat förorter till städerna, så kallad utomgränsbebyggelse, och i många fiskelägen. De köpingar som efter 1862 års kommunalförordningars (upphöjda till lagar 1866) ikraftträdande inte kom att utgöra egna kommuner, de så kallade municipalköpingarna, liknade åtminstone vad gäller deras förhållande till moderkommunerna mer municipalsamhällen än vad de liknade köpingskommunerna. I den officiella statistiken räknades efter 1900 köpingar som ej bildade egen kommun in bland municipalsamhällena. Skillnaden mellan sådana köpingar och municipalsamhällen låg främst i de förras rätt till kommunbildning, dessutom varierade föreskrifterna om stadsstadgors tillämpning.
I vissa fall sträckte sig ett municipalsamhälle över en kommungräns och var då delat mellan dessa kommuner. Det kunde även förekomma fler än ett municipalsamhälle inom samma landskommun eller att ett municipalsamhälle omfattade från varandra avskilda områden inom samma landskommun. I dessa samhällen gällde efter framställan av Kungl. Maj:ts befallningshavande och beslut av Kungl. Maj:t, efter vad som ansågs påkallat med hänsyn till de lokala behoven, en eller flera av de så kallade stadsstadgorna, det vill säga 1868 års ordningsstadga, 1874 års brandstadga, 1874 års byggnadsstadga, 1874 års hälsovårdsstadgas föreskrifter för stad. Första gången detta skedde var 1875 och avsåg Höganäs bruk, som därigenom kan anses vara Sveriges första municipalsamhälle, även om detta begrepp då ännu inte införts.
Efter tillkomsten av lagen den 31 augusti 1907 angående stadsplan och tomtindelning avsåg förordnandet alltid denna (från 1917 ingående i lagen om fastighetsbildning i stad) i stället för byggnadsstadgan, som i och med sådant förordnande utan vidare blev gällande inom området. Den viktigaste följden av detta var att stadsplan skulle upprättas för området eller del av detta samt att, intill dess så skett, nybyggnadsförbud gällde inom hela municipalområdet, från vilket dock Kungl. Maj:ts befallningshavande i särskilda fall kunde medge undantag.
Om förhållandena på en ort ej var av den art att införandet av en eller flera stadsstadgor ansågs nödvändigt, fanns också möjligheten för landskommunerna att frivilligt införa en svagare reglering i form av lokala föreskrifter, vilka kunde införas utan inblandning av Kungl. Maj:t efter godkännande av Kungl. Maj:ts befallningshavande. Även denna lösning torde ha varit vanligt förekommande.

## Innebörd
Ursprungligen fanns inte några föreskrifter angående finansieringen av de kostnader som följde av införandet av stadsstadgorna. Detta kunde leda till dispyter inom landskommunerna och ett flertal olika lösningar utvecklade sig. I syfte att komma till rätta med dessa problem beslutades 1898 om ett tillägg i kommunalförordningen där det fastslogs att om någon av stadsstadgorna förordnats i ett område som ej utgjorde stads- eller köpingskommun så var detta område att betrakta som municipalsamhälle, vilket erhöll lagstadgad egen beskattningsrätt.
Invånarna i ett sådant område var, oberoende av den omgivande landskommunen, skyldiga att ansvara för tillämpningen av stadsstadgorna och finansieringen av detta. När denna reform trädde i kraft 1900 ålades sålunda invånarna i dessa att utöver kommunalskatten även betala en särskild municipalskatt. Municipalsamhällena ålades även att ha samma slags beslutande och verkställande organ som landskommunerna, dock med den skillnaden att dessa benämndes municipalfullmäktige (eller i mindre samhällen municipalstämma) och municipalnämnd.
Vid förordnande om municipalsamhälles bildande meddelade Kungl. Maj:t vissa allmänna huvudbestämmelser rörande ovannämnda myndigheters sammansättning och befogenhet samt lämnade vidare vederbörande Kungl. Maj:ts befallningshavande i uppdrag att med ledning av dessa bestämmelser utfärda erforderliga föreskrifter med avseende på "stadgornas bringande i tillämpning". I regel föreskrevs, att de uppgifter som i städerna ålåg magistraten, polismyndigheten eller drätselkammaren jämlikt ordnings-, byggnads- och brandstadgorna skulle tillkomma samhällets municipalnämnd eller undantagsvis en särskild municipalstyrelse (nämnden med en av Kungl. Maj:ts befallningshavande tillsatt ordförande, så kallad ordningsman). Dock iakttogs vissa inskränkningar framför allt med avseende på polisbefogenheterna. Så stadgades exempelvis alltid, att municipalnämnden, respektive municipalstyrelsen, ej såsom magistraten kunde utfärda nya med bötesbestämmelser förenade ordningsföreskrifter och inte heller hade rätt att göra sig hörsammad genom vitesföreläggande. I fråga om byggnads- och hälsovårdsnämnderna gjordes samma förbehåll, men i övrigt skedde i allmänhet inte någon större avvikelse från stadgornas föreskrifter rörande dessa nämnder. Enligt riksdagsbeslut 1922 fick boktryckeri anläggas i municipalsamhälle, något som med dåtida lagstiftning varit förbehållet städer och köpingar.
I några enstaka fall beviljades dispens från skyldigheten att organisera dessa samhällen i enlighet med förordningen och de municipala ärendena sköttes då i stället av landskommunen. Detsamma gällde i de fall då stadsstadgorna förordnats för en hel landskommun. Dessa undantag utgjorde sålunda inte några egentliga municipalsamhällen.
Det är viktigt att notera att municipalsamhällena endast utgjorde egna kommuner beträffande tillämpningen av stadsstadgorna och finansieringen av detta. Municipalsamhällenas invånare tillhörde alltjämt sina respektive landskommuner och hade samma rättigheter och skyldigheter som övriga invånare i dessa. De ärenden som gällde hela landskommunen, till exempel folkskolan och fattigvården, sköttes av denna.
Denna kommunala dubbelställning gav anledning till en tvåfaldig kommunal beskattning, som för vissa samhällen med utvecklad egen förvaltning kunde bli mycket tyngande. Efter tillkomsten av stadsplanelagen och intill vägväsendets förstatligande 1944 var municipalsamhällena dessutom i likhet med köpingarna underkastade en verklig dubbelbeskattning beträffande gatu- och vägväsendet. Dessa samhällen var nämligen enligt denna lag själva skyldiga att bekosta gatuhållningen inom stadsplan, men kvarstod samtidigt i väghållningsdistriktet, som alltså fortfarande mottog fullt bidrag från samhällena, utan att härför behöva prestera något underhåll av deras viktigaste trafikleder, gatorna.

## Municipalfullmäktige
Municipalfullmäktige var under åren 1900−1970 högsta folkvalda beslutande organ i större municipalsamhällen i Sverige. I mindre municipalsamhällen var högsta beslutande organ istället municipalstämman.

## Avskaffande
Antalet municipalsamhällen var som störst under 1940-talet. Anledningen till ett municipalsamhälles upphörande var under tiden fram till dess i de allra flesta fall ombildning till egen kommun som stad eller köping eller att municipalsamhället inkorporerades av någon stad eller köping. Det var endast i undantagsfall som direkt upplösning av ett municipalsamhälle förekom.
Redan i början av 1940-talet diskuterades inom kommunindelningskommittén förutsättningarna för avveckling av municipalsamhällesinstitutionen. Man menade att det borde vara fullt möjligt att låta moderkommunerna överta de municipala ärendena, men något direkt avskaffande av municipalsamhällena föreslogs ej. Man önskade däremot troligtvis en begränsning av nybildningen av dylika, vilken även helt upphörde efter 1949. Även den under 1940-talets slut verksamma kommunallagskommittén diskuterade municipalsamhällena, men även om man i princip anslöt sig till kommunindelningskommitténs uppfattning i frågan föreslog inte heller denna kommitté en direkt avveckning, utan man ville avvakta effekterna av 1952 års kommunreform.
Under denna tid eftersträvade statsmakterna dock en utjämning av skillnaderna mellan stad och landsbygd och de särskilda stadsstadgorna kom efterhand att avskaffas och ersättas av allmänna stadgor som gällde i såväl städer och köpingar som landskommuner. Detta gällde ordningsstadgan (1958), hälsovårdsstadgan (1960) och brandstadgan (1963) och till följd av detta upplöstes med tiden allt fler municipalsamhällen.  Många av fiskelägena i Göteborgs och Bohus län upphörde automatiskt att vara municipalsamhällen vid årsskiftet 1959/60, eftersom hälsovårdsstadgans föreskrifter för stad var den enda stadsstadga som gällde i dessa.
I 1947 års byggnadslag och byggnadsstadga fanns dock stöd för bildande och bevarande av municipalsamhällen och även ordningsstadgan gav vissa möjligheter till nybildning av dylika. Dessa möjligheter till nybildning kom dock aldrig till användning. De sista återstående municipalsamhällena, Kvidinge och Tyringe i Kristianstads län, Mollösund i Göteborgs och Bohus län samt Nyland i Västernorrlands län, upphörde med 1971 års kommunreform. Efter denna reform är Sveriges samtliga kommuner formellt likställda och därigenom reglerade av samma lagar och förordningar.

## Samhällen med sammanträngd befolkning i Finland
Motsvarigheten i Finland var samhälle med sammanträngd befolkning (finska: taajaväkinen yhdyskunta). En förordning därom utfärdades 1898 varefter dessa började inrättas efter beslut av senaten och efter självständigheten av statsrådet (regeringen). Dessa samhällen hade i likhet med de svenska municipalsamhällena egna folkvalda organ och beskattningsrätt. År 1932 infördes i Finland en ny stadsplanelag, genom vilken samma bestämmelser kom att gälla oavsett kommuntyp. Dessa samhällen miste då sin egentliga betydelse som administrativa enheter, varför inga nya därefter inrättades. 
Det bildades totalt omkring 40 samhällen av denna typ i Finland och 1935 uppgick antalet till 30 med en sammanlagd befolkning på 57 600 personer. De återstående, som ej försvunnit genom köpingsbildning eller inkorporering, avskaffades vid årsskiftet 1955/56 efter beslut av statsrådet.

## Bygningskommuner i Norge
I Norge fanns från 1869 till årsskiftet 1969/1970 en motsvarighet som kallades bygningskommune(no).